# 梅塔斯維爾 (喬治亞州)
梅塔斯維爾（英語：Metasville）是位於美國喬治亞州威爾克斯縣的一個非建制地區。該地的面積和人口皆未知。

## 地理
梅塔斯維爾的座標為33°46′04″N 82°36′05″W / 33.76778°N 82.60139°W，而該地的平均海拔高度為170米（即558英尺）。